# 希卡布尔
希卡布尔（Shikaripur）是印度卡纳塔克邦希莫加縣的一个城镇。总人口31508（2001年）。

## 人口
该地2001年总人口31508人，其中男性16000人，女性15508人；0—6岁人口3883人，其中男1970人，女1913人；识字率71.45%，其中男性为75.47%，女性为67.29%。